# なさけ坂旅館
なさけ坂旅館（なさけざかりょかん）は、1980年（昭和55年）3月21日から同年9月26日まで朝日放送（制作）・テレビ朝日系で放映されたテレビドラマ。全28話。

## 概要
舞台は東京の神楽坂にある、「一泊三食人情（なさけ）つき」が売り物という小さな旅館『丸川』。そこの女主人のきくゑ、その娘の月子、孫娘のみどりという女系家族の暮らしの中に、きくゑのかつての旦那の出身である伊達家の二男でいわく付きの青年・正清が絡み、展開していく人情ホームコメディ。
毎回、劇中で違う種類のスパゲッティが登場し、そのレシピも併せて紹介していた。
なお、正清（林隆三）が病床に就く秋子（宇津宮雅代）を見舞うシーンで流れていたフォークソング調の曲は、白季千加子の『あいらぶゆう』（作詞：阿久悠、作曲：三木たかし）という曲である。

## キャスト
- 伊達正清：林隆三
- 丸川きくゑ：山田五十鈴
- 藤木月子：市原悦子
- 藤木みどり：石野真子
- 藤木豊：柳生博 - 彫刻家で月子の夫
- 高津秋子：宇津宮雅代
- 竹田竜子：藤山直美
- 風間風太郎：森本レオ - 三流の漫画家
- 野崎：犬塚弘
- 遠山：内藤武敏
- 勤吉：河原崎建三
- 田村：花沢徳衛
- 井口あけみ：早乙女愛
- 金魚（芸者）：梶三和子
- つた代：藤代佳子 - きくゑの芸者時代の先輩
- 長谷蜜子：久保にしき
- 山根民子（看護婦）：浅野亜子
- 哲：峰竜太 - チンピラで正清の弟分
- ミネ：野村昭子

## スタッフ
- 制作：山内久司
- プロデューサー：大熊邦也、佐久間博
- 脚本：大藪郁子、北村篤子、松田暢子
- 音楽：三木たかし、高田弘　オープニングは軽快なインストルメンタルである(作曲者クレジットなし)　なお、三木は当時裏番組となった日本テレビ系「欽ちゃんのちゃーんと考えてみてネ！」の音楽も手掛けていた。
- タイトル画：舟崎克彦
- 演出：中山三雄、大熊邦也、桜井秀雄
- 協力：渋谷ビデオスタジオ
- 制作：松竹芸能、朝日放送

## 放映リスト
| 話数   | 放送日         | サブタイトル               | 脚本     | 演出     | ゲスト                                                                |
| ------ | -------------- | -------------------------- | -------- | -------- | --------------------------------------------------------------------- |
| 第1話  | 1980年 3月21日 | 一泊三食人情（なさけ）つき | 大藪郁子 | 中山三雄 | 杉井：大林丈史                                                        |
| 第2話  | 3月28日        | 一泊三食仕事つき           | 大藪郁子 | 中山三雄 |                                                                       |
| 第3話  | 4月4日         | 一泊三食大繁盛             | 大藪郁子 | 中山三雄 |                                                                       |
| 第4話  | 4月11日        | 珍客騒動                   | 大藪郁子 | 中山三雄 |                                                                       |
| 第5話  | 4月18日        | 復縁騒動                   | 大藪郁子 | 中山三雄 |                                                                       |
| 第6話  | 4月25日        | 求婚騒動                   | 大藪郁子 | 中山三雄 | 渡辺：山本麟一                                                        |
| 第7話  | 5月2日         | 誘惑騒動                   | 大藪郁子 | 中山三雄 | 花枝：南風洋子                                                        |
| 第8話  | 5月9日         | わてがお母ちゃんや!        | 北村篤子 | 大熊邦也 | 黒沢（暴力団幹部） ：石橋蓮司                                         |
| 第9話  | 5月16日        | ヒャ! 危機一髪             | 北村篤子 | 大熊邦也 | 桜田（暴力団組長） ：芦屋雁之助                                       |
| 第10話 | 5月23日        | 正清さん帰って!            | 北村篤子 | 大熊邦也 |                                                                       |
| 第11話 | 5月30日        | 正清さん逃げないで!        | 北村篤子 | 大熊邦也 |                                                                       |
| 第12話 | 6月6日         | みどり誘拐事件             | 北村篤子 | 大熊邦也 | 忠助：内田朝雄                                                        |
| 第13話 | 6月13日        | さようなら正さん           | 北村篤子 | 大熊邦也 | 忠助：内田朝雄                                                        |
| 第14話 | 6月20日        | 二十三年ぶりの再会         | 松田暢子 | 桜井秀雄 |                                                                       |
| 第15話 | 6月27日        | ヤケボックイに火が!?       | 松田暢子 | 桜井秀雄 |                                                                       |
| 第16話 | 7月4日         | 合格!!200点満点            | 松田暢子 | 桜井秀雄 |                                                                       |
| 第17話 | 7月11日        | 絶対、ないしょ             | 北村篤子 | 桜井秀雄 |                                                                       |
| 第18話 | 7月18日        | 親子ゲンカも親孝行         | 北村篤子 | 桜井秀雄 |                                                                       |
| 第19話 | 7月25日        | 竜子を養女に               | 大藪郁子 | 桜井秀雄 | 竹田章三：汐路章                                                      |
| 第20話 | 8月1日         | 袖ふれあうも他生の縁       | 大藪郁子 | 桜井秀雄 | 百合子（きくゑの友人） ：宮園純子                                     |
| 第21話 | 8月8日         | みどりが舞妓に!            | 大藪郁子 | 桜井秀雄 | 竹彦：川上伸之                                                        |
| 第22話 | 8月15日        | お盆に来た客               | 大藪郁子 | 桜井秀雄 |                                                                       |
| 第23話 | 8月22日        | 本日休業                   | 北村篤子 | 桜井秀雄 |                                                                       |
| 第24話 | 8月29日        | 正清を返せ!                | 北村篤子 | 大熊邦也 | 伊達正和（正清の兄） ：菅貫太郎、 伊達ふさ子（正和の妻） ：大山のぶ代 |
| 第25話 | 9月5日         | オフクロは赤の他人!        | 北村篤子 | 大熊邦也 |                                                                       |
| 第26話 | 9月12日        | 大ショックで失神!?         | 北村篤子 | 桜井秀雄 | 坂田：小鹿番                                                          |
| 第27話 | 9月19日        | 秋子よ安らかに…涙の結婚式  | 北村篤子 | 桜井秀雄 |                                                                       |
| 最終話 | 9月26日        | 良縁求む当方59歳           | 北村篤子 | 桜井秀雄 |                                                                       |